# قرن صفراء

تعديل مصدري - تعديل

قرن صفراء هي إحدى قرى عزلة سرار بمديرية سرار التابعة لمحافظة أبين، بلغ تعداد سكانها 110 نسمة حسب تعداد اليمن لعام 2004.